# 愛の妙薬

『愛の妙薬』リブレット（台本）表紙。1895年リコルディ社よりの再版本

『愛の妙薬』（あいのみょうやく）は、ガエターノ・ドニゼッティが作曲、1832年に初演された全2幕からなる喜劇的オペラである。テノールとソプラノの主役カップルにバリトンとバスの計4人で出番の大部分を占め、他に脇役ソプラノ1人、合唱というシンプルな人物構成で、4人までは充分に見せ場、聴かせ場が与えられているため、スター歌手の顔見世公演にも適している。
- 原語曲名：L'elisir d'amore
- 台本：フェリーチェ・ロマーニ、もともとはスクリーブがオベールのために書いた『媚薬（スペイン語版）』"Le philtre" の台本による[1]
- 初演：1832年5月12日、ミラノのカノビアーナ劇場にて

## 作曲の経緯
ミラノのカノビアーナ劇場では5月の舞台にオペラの新作を登場させるべく、ある作曲家に新作を依頼していたが、作業を突然放棄してしまった。期日まで1か月の短期間であったため、支配人アレサンドロ・ラナーリは速筆で知られていたドニゼッティに泣きつかんばかりに新作オペラを依頼した。
ドニゼッティの条件は、すでにオペラ『アンナ・ボレーナ』で作業を共にしていた人気台本作家ロマーニ（当然、彼もまた速筆であった）を使って1週間程度で台本を得ることであった。しかしロマーニといえどもこの短期間に白紙から台本を起こすことは不可能だったものと見え、彼は前年パリでスクリーブがオベールのために書いたオペラ『媚薬』 "Le philtre"の台本（リブレット） を翻案し、田舎の村で起きた他愛もない恋愛喜劇2幕物を書き上げた。ドニゼッティはその台本にわずか2週間で作曲したという。前年の1831年、同じミラノでベッリーニが、やはり田舎村での恋愛騒動を描いたオペラ『夢遊病の女』（La sonnambula）を成功させていたことも、ドニゼッティとロマーニの念頭にあったとも考えられる。
劇場の願い通り、オペラは5月の舞台に間に合ったばかりか、初演から30回以上の再演を数える大ヒットとなって、ドニゼッティは一段と盛名を馳せることとなった。

## 編成

### 主な登場人物
- アディーナ - 美人で頭も良いが、ちょっと高慢な富農の娘（ソプラノ）
- ネモリーノ - 単純で間抜けな貧農、アディーナに想いを寄せている（テノール）
- ベルコーレ - 若くて野心満々の軍曹（バリトン）
- ドゥルカマーラ博士 - 口の達者なインチキ薬売り（バス）
- ジャンネッタ - 村娘。事情通のうわさ好き（ソプラノ）
- 村の若者たち - 合唱

### 楽器構成
フルート2（2番はオッタヴィーノ持ち替え）、オーボエ2、クラリネット2、ファゴット2、ホルン2、トランペット2、トロンボーン3、ティンパニ、大太鼓、ハープ、弦5部
舞台上にコルネットと小太鼓、バンダ

## 演奏時間
- 約2時間（各幕70分、50分）

## 舞台構成
全2幕
- 前奏曲
- 第1幕 小さな村
- 第2幕 同上

## あらすじ
時と場所：スペイン、バスク地方の小さな村、18世紀の終わり

### 第1幕
前奏曲の後幕が上がると、村人の集う広場。ネモリーノは美しいアディーナへの想いを独白する（「なんと彼女は美しい」Quanto è bella ）が、彼女は魯鈍で弱気なネモリーノにはすげない。アディーナは『トリスタンとイゾルデ』の本を他の村娘たちに読んで聞かせて「飲めばたちどころに恋が成就する愛の妙薬、そんなのあり得ないわね!」と大笑いしている。村外れに宿営しているベルコーレ軍曹が行軍を率いて登場、その洗練された物腰と凛々しい軍服姿にアディーナは一目惚れ、ネモリーノは焦る。
そこへ「森羅万象に通暁した、人類の救済者」と名乗る薬売りドゥルカマーラ博士なる人物が登場、巧みな宣伝口上で村人に薬を売り付ける。人々が去った後、残ったネモリーノはドゥルカマーラに「イゾルデの使ったという妙薬」を求め、ドゥルカマーラは、とんだ馬鹿が来たとばかりにボルドー産ワインを「秘薬」として高値で売りつけてしまう。「効目が出るまで1日待たれよ。ただし当局がうるさいので、薬のことは秘密ですぞ」と言い含めて。
早速試飲したネモリーノは「秘薬」の勢いで気が大きくなり、陽気に唄いだす。秘薬の力でアディーナもすでに手にいれたも同然と、彼女の前でもそっけない態度をとる。手玉にとっていたつもりの男が態度を急変させたことに困惑し、激怒したアディーナは、やって来たベルコーレ軍曹の求婚に応じてしまう。妙薬の薬効で、明日になれば彼女は自分のもの、と信じて鷹揚に構えていたネモリーノだったが、ベルコーレの隊に進軍命令が出て、日を待たず、急遽今晩アディーナと婚礼を挙げる、と知って愕然とする。

### 第2幕
幕が変わってアディーナとベルコーレ軍曹の婚礼の場。人々は陽気に飲み、歌うが、いざ結婚の誓約となるとアディーナはなぜか躊躇してしまう。事態挽回を図るネモリーノはドゥルカマーラに更に妙薬を所望するが、金がない。仕方なく彼は、恋敵ベルコーレ軍曹の部隊に一兵卒として入隊することとし、給料20スクードを前借りして秘薬を1本購入、飲み干して眠り込んでしまう。ベルコーレ軍曹は恋敵が部下とは面白い、とせせら笑う。
一方で、アディーナを除く村娘たちはネモリーノの噂で持切りになっている。彼の伯父が死んで、残った巨額の遺産はネモリーノがすべて相続する、というのだ。娘たちは、ネモリーノと結ばれて玉の輿を夢見る。酔いから醒めた彼は村一番の人気者になっていてびっくりし、これも妙薬の効き目、と大喜びする。一方のアディーナは、娘たちに囲まれるネモリーノを見て、心中穏やかでない。しかし、ドゥルカマーラから、ネモリーノが秘薬を手に入れる為に命の補償も顧みず軍隊に入ったことを聞かされ、思わず涙を流す。それを見たネモリーノは、自分が好かれていることを知る（「人知れぬ涙」Una furtiva lagrima ）。そしてアディーナは結婚の誓約に二の足を踏んだ理由は、自分も本当は純朴なネモリーノを恋しているからだ、と悟り、入隊契約書を買い戻して彼に愛を告白する。こうして結ばれた2人を村人は祝福し、ドゥルカマーラ大先生の愛の妙薬の効能を一同で賞賛して、幕。

## 著名なアリア
- 「なんと彼女は美しい」Quanto è bella　（ネモリーノ、第1幕）
- 「聞きなさい、田舎者たちよ」Udite, udite o rustici　（ドゥルカマーラ、第1幕）
- 「人知れぬ涙」Una furtiva lagrima　（ネモリーノ、第2幕）